# Haltom City, Texas
Haltom City là một thành phố thuộc quận Tarrant, tiểu bang Texas, Hoa Kỳ. Năm 2010, dân số của xã này là 42409 người.

## Dân số
- Dân số năm 2000: 39018 người.
- Dân số năm 2010: 42409 người.